# Olympic Indoor Hall
El Olympic Indoor Hall u OAKA Indoor Hall (en griego: Ολυμπιακό Κλειστό Γυμναστήριο, Olympiako Kleisto Gymnastirio) es un pabellón cubierto y multifuncional que forma parte del Complejo Olímpico de Deportes de Atenas, en Atenas, Grecia. Se inauguró en 1995 y fue el mayor recinto cubierto utilizado para eventos deportivos en los Juegos Olímpicos de Atenas 2004. Se sitúa en el barrio de Marusi. Está considerado como uno de los mayores y más modernos pabellones deportivos de Europa.

## Construcción
Destaca por su techo en forma de A apoyado en cuatro pilares, cada uno de 35 metros de alto con una separación de 108 metros entre los mismos. Según el Ministerio de Deportes de Grecia, es el mayor pabellón deportivo de este tipo en el mundo. El pabellón está asimismo construido de una manera única para que una abundante cantidad de luz natural entre al interior durante el día.
El pabellón tiene una capacidad de 17 600 para eventos de gimnasia, aunque sólo se pusieron 12 500 localidades a disposición del público para la gimnasia en los Juegos Olímpicos de 2004. La capacidad en los partidos de baloncesto es de 19.250, lo cual incluye 18 500 asientos para aficionados, 300 para la prensa, y 450 para VIPs.

## Juegos Olímpicos de Atenas 2004
El pabellón se utilizó para las pruebas de gimnasia artística y trampolín, así como para las finales de baloncesto durante los Juegos Olímpicos de Atenas 2004. La remodelación del edificio para los juegos se completó el 30 de junio de 2004, y se re-inauguró el 10 de agosto de 2004, poco antes de la inauguración de los juegos.

## Uso para baloncesto

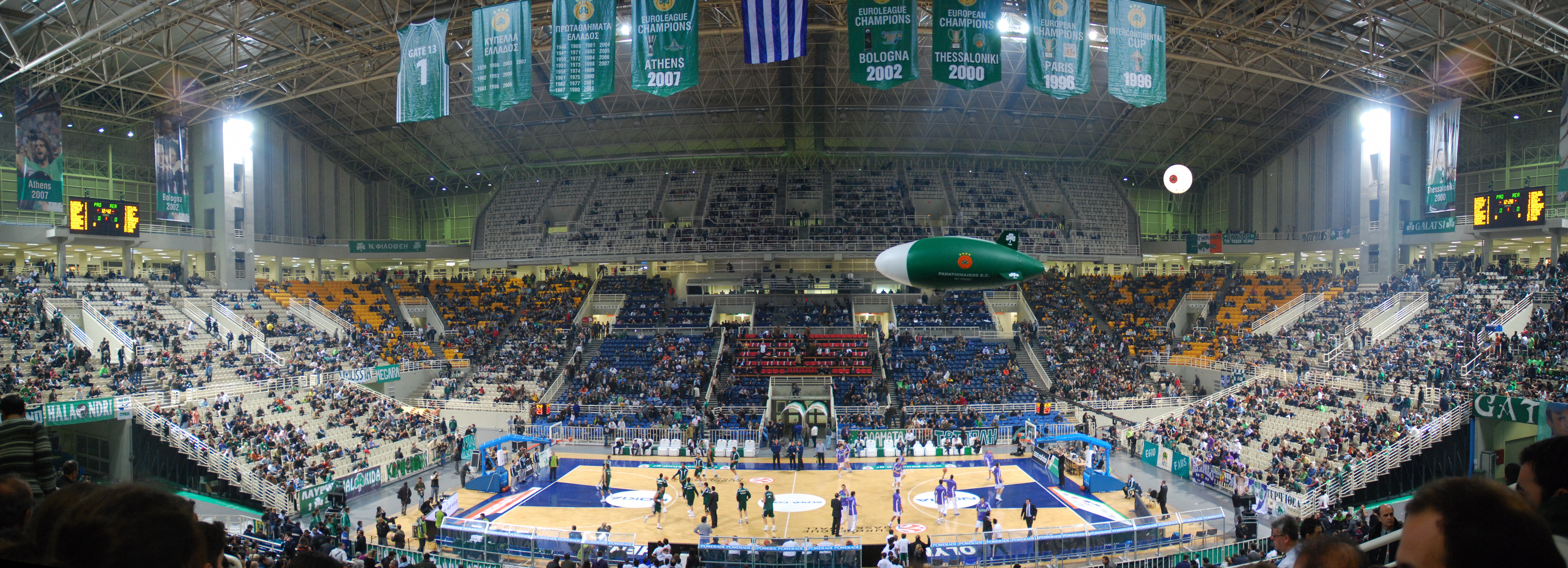
OAKA Indoor Hall.

En el Indoor Hall juega como local el club de baloncesto profesional Panathinaikos BC de la liga A1 Ethniki, así como el Maroussi BC en competición europea. El AEK Atenas B.C. también juega sus como local cuando tiene partidos europeos. Es la sede principal de la Selección de baloncesto de Grecia.
El 4 y 6 de mayo de 2007, el Indoor Hall albergó la Final Four de la Euroliga 2006-07, las rondas semifinales y finales de la principal competición de clubes profesionales de baloncesto en Europa, donde el equipo local Panathinaikos ganó el título.
El Olympic Indoor Hall acogió el Torneo Preolímpico FIBA 2008.

## Eventos musicales
El 18 y 20 de mayo de 2006, el Olympic Indoor Hall acogió el LI Festival de la Canción de Eurovisión, que se celebró en Atenas tras la victoria de Grecia en el festival de 2005. Hubo 15.000 localidades disponibles para el público, tanto en la semifinal como en la gran final.
Entre los artistas que han dado conciertos en el Indoor Hall están Jennifer Lopez, Björk, Beyoncé, Roger Waters, Aloha from Hell, Tokio Hotel, Helena Paparizou, Sakis Rouvas o Anna Vissi.